# タイガーエア・オーストラリア
タイガーエア・オーストラリア(Tigerair Australia)はオーストラリアの格安航空会社である。2013年、タイガー・エアウェイズ・オーストラリア（Tiger Airways Australia）から社名を変更した。2020年運行停止した。

## 概要
シンガポール航空が出資をしているタイガーエアウェイズ・ホールディングスにより、2007年に設立、同年11月23日に運航を開始した。メルボルン空港、シドニー国際空港、ブリスベン空港を拠点にしている。
2011年に安全規定違反を受けて、オーストラリアの航空当局から一時運行停止を命じられている。
2013年にヴァージン・オーストラリアが株式の60％を3500万オーストラリア・ドルで取得、残る40％についても、2014年10月に1オーストラリア・ドルで取得することが発表された。なお、運航は継続される。
2017年、タイガーエアはスクートと合併し、タイガーエアブランドは消滅したが、ヴァージン・オーストラリア傘下の同社は、現在もタイガーエアブランドを継続している。
2020年、新型コロナウイルスの影響により3月25日より全便が運休。4月20日、親会社のヴァージン・オーストラリアが経営破たんし、8月5日に発表した再建計画において、タイガーエア・オーストラリアの運航停止を明らかにした。ただし、完全な廃業ではなく、今後の需要回復時に備えて、航空運送事業許可は維持する。これにより、タイガーエアブランドは、台湾のチャイナエアライン傘下のタイガーエア台湾のみとなる。

## 保有機材

### 運航機材
2019年8月現在
| 機材              | 運用機数 | 発注機数 | 座席数 | 備考                                                       |
| ----------------- | -------- | -------- | ------ | ---------------------------------------------------------- |
| エアバスA320-200  | 10       | ー       | 180    | うち数機はヴァージンオーストラリア・リージョナルに転籍予定 |
| ボーイング737‐800 | 5        | ー       | 186    | 元ヴァージンオーストラリア機                               |
| 合計              | 15       | 0        |        |                                                            |

タイガーエア・オーストラリアは今後数年かけて機材をB737-800に統一する予定である。